# Cardamine tanakae
Cardamine tanakae là một loài thực vật có hoa trong họ Cải. Loài này được Franch. & Sav. mô tả khoa học đầu tiên năm 1873.